# Carlo Costly
Carlo Yaír Costly Molina (18 de juliol de 1982) és un futbolista hondureny que juga de davanter amb el Real C.D. España a la lliga nacional d'Hondures.
És fill del també futbolista Allan Anthony Costly.